# Бъбрека
Езерото Бъбрека е третото от Седемте рилски езера. Името му произлиза от неговата форма, която наподобява бъбрек или бобено зърно.
Намира се на 2282 m н.в., т. е. е трето по височина в езерната група. Оттича се в четвъртото от седемте езера – Близнака.
Площта на водосборния му басейн е 0,54 km2. По големина на водния обем (1 170 000 m3) то е най-голямото от седемте езера, второ в Рила след Смрадливото езеро и на трето място сред всички езера в Рила и Пирин. По площ на водната повърхност (8,5 ha) е на второ място в тази езерна група след Близнака.
Бъбрека е второто по дълбочина след Окото. Максималната му дълбочина е 28 m; около бреговете има ивица от по-плитки води, а в средата е максималната му дълбочина – тъмна зона с форма като очертанията на езерото.
В миналото езерото е носило името Кара гьол.
В югоизточния му край се събират пътеките от хижа Седемте езера и хижа Скакавица, а съединената пътека продължава към седловината Раздела и оттам към хижа Иван Вазов, Рилския манастир или Мальовица.